# TSR Góra Jawor
TSR Góra Jawor (Telewizyjna Stacja Retransmisyjna Góra Jawor) – wieża usytuowana na szczycie góry Jawor (578 m n.p.m.) nad Jeziorem Solińskim.

## Parametry
Wysokość zawieszenia systemów antenowych: 
- radiowych – 35 m n.p.t.
- telewizyjnych – 32 m n.p.t.

## Transmitowane programy

### Programy radiowe
| LP | Program       | Właściciel                                                             | Częstotliwość | Moc nadajnika |
| -- | ------------- | ---------------------------------------------------------------------- | ------------- | ------------- |
| 1  | Radio Rzeszów | Polskie Radio - Regionalna Rozgłośnia w Rzeszowie "Radio Rzeszów" S.A. | 99,2 MHz      | 5 kW          |

Źródło.

## Nienadawane analogowe programy telewizyjne
Programy telewizji analogowej wyłączone 17 czerwca 2013 roku.
| LP | Program | Właściciel            | Częstotliwość | Kanał | Moc nadajnika | Polaryzacja |
| -- | ------- | --------------------- | ------------- | ----- | ------------- | ----------- |
| 1  | TVP1    | Telewizja Polska S.A. | 199,25 MHz    | 9     | 0,01 kW       | pozioma     |

Źródło